# Raimundo Berengário II de Barcelona
Raimundo Berengário II, o "Cabeça de Estopa" (la Perxa de l'Astor, 1053 - Gualba, 1082) foi conde de Barcelona de Girona, de Osona, de Carcassonne e de Rasez, entre os anos de 1076 e de 1082.

## Relações familiares
Foi filho de Raimundo Berengário I "o Velho" (1023 — 1076), conde de Barcelona e de Almodis de la Marche (1030 -?) filha de Bernardo I de La Marche, conde de Haute-Marche e de Amélia de Montignac. Casou em 1078 com Mafalda (Maud) da Apúlia (1060 — 1080) filha de Roberto de Altavila, conde de Perúgia, da Calábria e de Sicília e de Sigelgaita, princesa de Salerno de quem teve:
1. Raimundo Berengário III "O Grande", conde de Barcelona (11 de Novembro de 1082 - 9 de Julho de 1131) casado por três vezes, a primeira com Maria Rodriguez de Bivar, filha de El Cid, o segundo casamento foi com Almodis de Mortain e o terceiro casamento foi com Douce de Gevaudun, condessa da Provença filha de Gilberto I de Gévaudan e de Gerberga da Provença.
2. Almodis de Barcelona (1080 - 1140) casou com Ponce de Cervera, visconde de Baux.